# Textrix chyzeri
Textrix chyzeri là một loài nhện trong họ Agelenidae.
Loài này thuộc chi Textrix. Textrix chyzeri được miêu tả năm 1980 bởi de Blauwe.